# Wonka
Wonka är en amerikansk äventyrs- och familjefilm från 2023. Filmen är regisserad av Paul King som även skrivit manus tillsammans med Simon Farnaby. Filmen är baserad på karaktärer från Roald Dahls bok Kalle och chokladfabriken från 1964.
Filmen hade biopremiär i Sverige den 13 december 2023, utgiven av Warner Bros.

## Handling
Tidsmässigt utspelar sig filmen före Roald Dahls bok Kalle och chokladfabriken och kretsar kring den unge Willy Wonka och hur han mötte Oompa-Loompas på ett av sina tidigaste äventyr.

## Rollista (i urval)
Källor: 
| - Timothée Chalamet – Willy Wonka - Calah Lane – Noodle - Keegan-Michael Key – Chief-of-Police - Rowan Atkinson – father Julius - Olivia Colman – Mrs Scrubitt - Hugh Grant – Oompa-Loompa - Matt Lucas – Prodnose - Natasha Rothwell – Piper Benz | - Rakhee Thakrar – Lottie Bell - Jim Carter – Abacus Crunch - Paterson Joseph – Arthur Slugworth - Rich Fulcher – Larry Chucklesworth - Mathew Baynton – Fickelgruber - Tom Davis – Bleacker - Sally Hawkins – Willy Wonkas mor |

### Svenska röster[9]
| - Melker Duberg – Willy Wonka - Selin Moskvil – Nudel - Danilo Bejarano – Polischefen - Daniel Goldmann – fader Julius - Anna Blomberg – fru Skrubba - Daniel Sjöberg – Oompa-Loompa - Hampus Hallberg – Nosfiken - Arantxa Alvarez – Klara Röhr | - Isabelle Grill – Lottie Ring - Johan Schinkler – Abakus Nuffra - Alexander Karim – Sölstock - Anders Öjebo – Larry Garve - Lucas Krüger – Kastvind - John-Alexander Eriksson – Blekare - Yamineth Dyall – Willy Wonkas mor |